# Kleine Ungarische Tiefebene

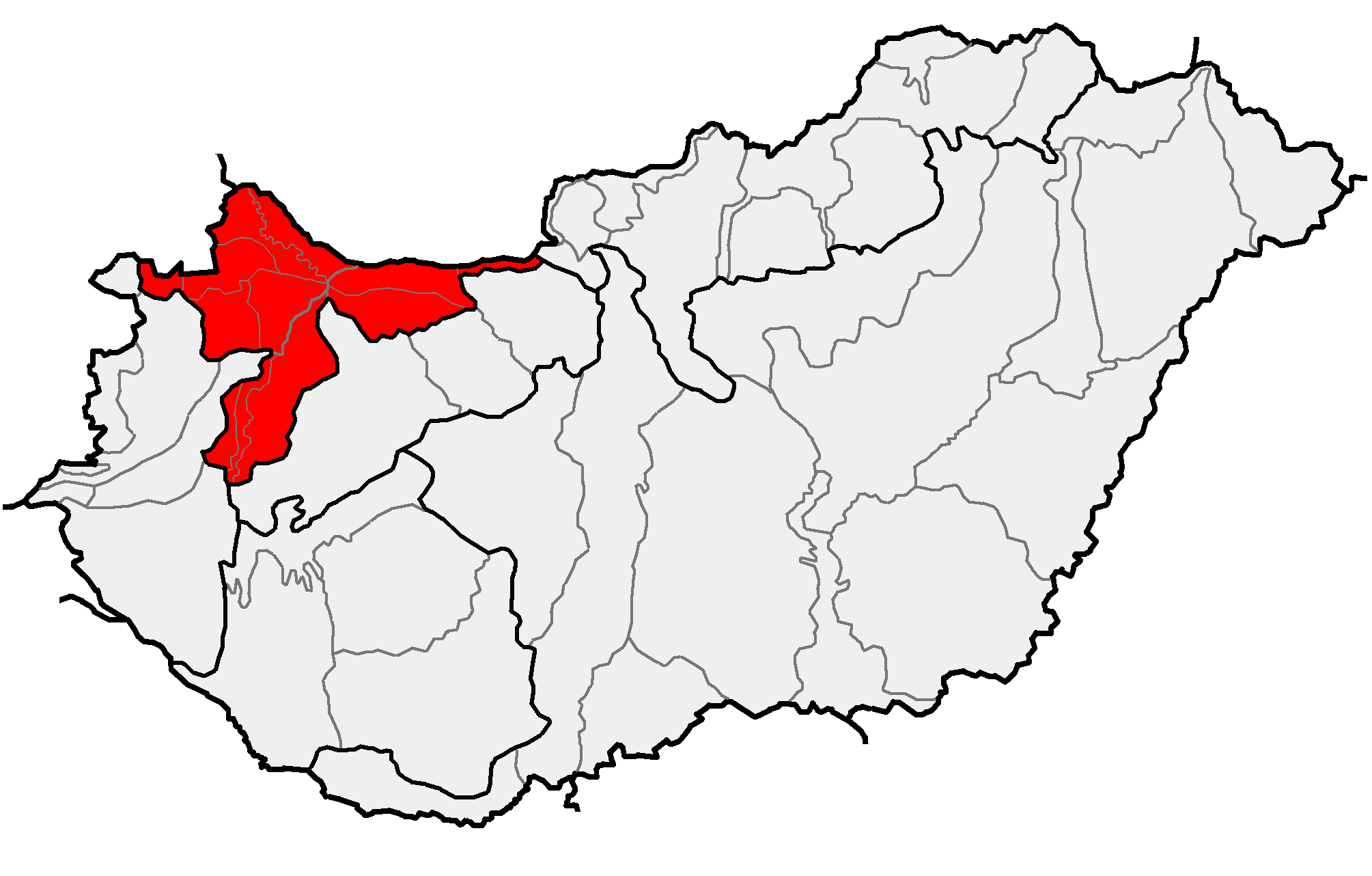
Die Kleine Ungarische Tiefebene, ungarischer Anteil

Die Kleine Ungarische Tiefebene (ungarisch Kisalföld) ist eine Tiefebene im Pannonischen Becken in Ungarn, der Slowakei und Österreich. Auch sie ist, wie die Große Ungarische Tiefebene, Teil des eurasischen Steppengürtels, einer großen Vegetationszone. Die Ebene liegt etwa 110 bis 150 m ü. Adria.

## Name
Die Tiefebene wird auch Kleines Ungarisches Tiefland genannt. In den Landessprachen lauten die Bezeichnungen Kisalföld (ungarisch) sowie Malá dunajská kotlina (slowakisch). Der Name dieser geographischen und kulturhistorischen Großregion wurde im 18. Jahrhundert geprägt, um sie von der Großen Ungarischen Tiefebene (Alföld) im Karpatenbecken Ostungarns zu unterscheiden.

## Lage
Die Kleine Ungarische Tiefebene (Kisalföld) hat eine Ausdehnung von 8000 km², vor allem im nordwestlichen Ungarn und der südwestlichen Slowakei. Kleinere Anteile haben auch das östliche Österreich (Wiener Becken, Steirisches Becken und der Seewinkel).
Das etwa 80 km mal 100 km große Gebiet wird vom Polygon der folgenden Städte umschlossen: 
- Bratislava (Pressburg)
- Komárno (Komorn, an der Donau)
- Tata
- Pápa
- Szombathely (Steinamanger)
- Kőszeg (Güns)
- Sopron (Ödenburg)

## Naturraum

### Landschaftliche Einordnung
Geomorphologisch wird die Tiefebene (Kisalföld) durch folgende Einheiten begrenzt:
- im Norden die Donau bzw. ihre Große Schüttinsel
- im Osten und Südosten das Ungarische Mittelgebirge mit Vértes-Gebirge und Bakonywald
- im Süden undefiniert: flacher Übergang ins Raabtal zwischen Szombathely und dem Kemeneshát-Hügelland
- im Südwesten vom Günser und Ödenburger Gebirge
- im Nordwesten vom Neusiedler See, den Ausläufern des Leithagebirges und dem Ostrand des Wiener Beckens

Das landschaftlich ähnliche slowakische Donautiefland nördlich der Donau, begrenzt durch die Städte Bratislava, Nitra und Komárno, ist aber historisch-kulturell unterschiedlich und trägt den slawischen Namen Ostrov (Insel).
Die Kleine Ungarische Tiefebene ist Teil der Pannonischen Tiefebene. Von deren Ostteil, der Großen Ungarischen Tiefebene, wird sie durch das Ungarische Mittelgebirge zwischen Plattensee und Donauknie abgetrennt.

### Geologie
Geologisch stellt die Tiefebene ein großes Sedimentbecken im Senkungsgebiet (absinkende Schwächezone der Erdkruste) zwischen dem Alpenostrand und den Karpaten bzw. dem Bakonywald dar, das in den letzten ca. 20 Jahrmillionen mit marinen und fluviatilen Sedimenten aufgefüllt wurde. Der vortertiäre Beckenboden ist bis zu acht Kilometer tief, wie geophysikalische Untersuchungen (Gravimetrie, Seismik) und die Interpretation der starken Lotabweichungen des Gebietes ergeben haben.

### Klima
Es herrscht das Kontinentalklima der gemäßigten Zone. Dies ist geprägt durch sehr warme und trockene Sommer und kalte, feuchtere Winter.

### Gewässer
Charakteristisch für das nur wenig bewaldete Sedimentbecken sind die parallelen, nach Nordosten ziehenden Nebenflüsse der Donau, deren größter die aus der Steiermark kommende Raab (Rába) ist. Zur Kleinen Ungarischen Tiefebene wird meist auch das Gebiet im Osten des Neusiedler Sees, der Seewinkel, gezählt, sowie das trockengelegte Torfmoor (Naturschutzgebiet) des Waasen (Hanság). Sie entwässern über den Einser-Kanal (Hansági főcsatorna) zur Raab.
Der Neusiedler See ist der größte (aber sehr flache) See des Tieflands mit beginnendem Steppen-Charakter. 
Die Flüsse bestimmen die innere Gliederung der Region: 
- Die Große Schüttinsel ist eine Donauinsel,
- die Kleine Schüttinsel (Szigetköz) ist ebenfalls eine Insel zwischen Donau und Moson-Donau;
- die Ebene von Wieselburg (Moson) liegt am Unterlauf der von Niederösterreich kommenden Leitha,
- Tóköz liegt an der Rabnitz (Répce)
- Rábaköz befindet sich zwischen Raab und Rabnitz.

Zur Großregion gehört auch das nördlich der Donau in der Slowakei gelegene Donautiefland mit dem Zobor-Gebiet und Mattesland im Unterlauf der slowakischen Waag (Váh), wo sie in die Donau mündet.

## Geschichte

### Antike und Mittelalter
Die römische Provinz Pannonien bestand aus der Kleinen Ungarischen Tiefebene und reichte bis an die Donau und im Süden bis an die Save. Danach wurde sie von germanischen, slawischen und awarischen Völkern besiedelt.
Die Kleine Ungarische Tiefebene war seit dem 10. und 11. Jahrhundert – der Staatsgründung der von Osten eingewanderten Magyaren – eines der wichtigsten, kohärenten Siedlungsgebiete der ungarischen Bevölkerung. Bis zum 14. Jahrhundert wurde das dichte Geflecht der Dörfer (meist Zeilendörfer) mit dem Netz von freien königlichen Städten und feudalen Marktgemeinden verbunden. Wichtige kirchliche Zentren waren Győr (Großstadt Raab), Pannonhalma und Nyitra. Die älteste Verwaltungseinheit war das Komitat Raab (Győr), das von den geschichtlich etwas jüngeren Komitaten Ödenburg (Sopron), Wieselburg (Moson), Pressburg (Pozsony) und Komorn (Komárom) umgeben war.

### Bevölkerungs- und Dorfentwicklung
Das Zentralgebiet der Kleinen Ungarischen Tiefebene wurde um 1500 zu einer der bedeutendsten wirtschaftlichen und kulturellen Regionen Ungarns, weil es sich wie ein „Tor des Karpatenbeckens“ nach Nordosten öffnet – durch die „Hainburger Pforte“ donauaufwärts nach Mittel- und Westeuropa. Wohnstätten und Kultur der Leibeigenen waren aber jenen der großen Tiefebene (Alföld) ähnlich.
Im Westen ließen sich schon ab dem 13. Jahrhundert deutsche Einwanderer nieder, zu denen später auch Kroaten kamen. Im Komitat Wieselburg machte die deutsche Bevölkerung bis zum auslaufenden 19. Jahrhundert die Mehrheit aus.
Der Nordwesten der Kleinen Ungarischen Tiefebene blieb von den Verwüstungen der Türkenkriege im 16. bis 17. Jahrhundert weitgehend verschont, nicht zuletzt wegen der zwei misslungenen Türkenbelagerungen von Wien. Auch die späteren Unabhängigkeitskämpfe blieben dieser Teilregion größtenteils erspart. Hingegen waren die Zerstörungen rund um Győr und Komárom wesentlich stärker. Daher wurden im 18. Jahrhundert Einwanderer aus der 200 Kilometer östlicher gelegenen Großen Ungarischen Tiefebene und aus dem Südosten (Transdanubien) geworben. Diese ungarischen Siedler gründeten u. a. Weinberg-Siedlungen im Hügelland von Sokoró. Das im Mittelalter noch funktionierende Siedlungsnetz konnte sich so bis etwa 1800 zunehmend stabilisieren und weitete sich auf etwa 500 Dörfer aus – also mit durchschnittlichen Abständen von nur drei bis vier Kilometern.
Der Kleinadel der ab etwa 1000 zum Christentum bekehrten Magyaren wendete sich nach der Reformation teilweise dem Protestantismus zu, vor allem in den Komitaten Ödenburg und Raab. Die Landbevölkerung blieb jedoch der katholischen Ausrichtung treu bzw. kehrte in der Gegenreformation großteils in die römisch-katholische Kirche zurück.

### Entwicklung von Landwirtschaft und Industrie
Wirtschaftlich basiert die Entwicklung auf einem Gleichgewicht zwischen Ackerbau (Weizen, Roggen, Gerste) und intensiver Viehzucht (Rinder, Pferde, Schafe), die eine Folge der recht freien Nutzbarkeit der Weiden und Wiesen war. Die Gehöfte der Leibeigenen erzeugten trotz ihrer Bindung an den Feudalismus gut marktfähige Produkte. Gefördert wurde die Wirtschaft durch die Zünfte der Handwerker, besonders wenn sie raschen, verkehrsgünstigen Zugang zu den Märkten von Österreich, Mähren und teilweise Böhmen hatten. Die heutige Slowakei war ohnehin fester Bestandteil des ungarischen Königtums.
Was die Dichte der Dörfer und Marktflecken betrifft, war die Kisalföld die höchstentwickelte Region Ungarns. Mehrpolig war die Bevölkerung allerdings im Verhältnis zur Oberschicht: Hier eine zunehmende Urbanisierung, dort ein strenges Grundherr-Bauer-Verhältnis, und dazwischen als Mittelschicht die Meierhof-Einlieger. Sie wurden ab etwa 1800 zu selbständigen Bauern oder Gutsbesitzern, von denen die Gutsarbeiter örtlich getrennt wohnten.
Im 19. Jahrhundert wurde eine großräumige Regulierung der Flüsse durchgeführt, wobei mit dem Flussbau an der Raab auch das Hanság-Moor trockengelegt wurde. Wegen der guten Bodenqualität konnte die Hälfte der Flächen zu Ackerland werden, ein Viertel zu Wiesen und Weiden. Szigetköz und Rábaköz entwickelten sich zu überregionalen Kornkammern, und die Produktion an Heu wurde neben der lokalen Viehzucht auch nach Pressburg und Wien exportiert.
Später gingen die Ackerbauern von der Zweijahresbewirtschaftung auf Wechselfeldwirtschaft über und schafften sich Landmaschinen an. Zur Mechanisierung trugen lokale Maschinenfabriken wie Bokor und Kühne wesentlich bei, so dass bis 1900 alle größeren Bauernhöfe Pflüge, Eggen und Sämaschinen besaßen. Relativ früh erfolgte auch der Zusammenschluss zu landwirtschaftlichen Genossenschaften. 
Handel und Industrie in der Kleinen Ungarischen Tiefebene waren naturgemäß auf die Städte konzentriert, während sich am Land die Wassermühlen zu landwirtschaftlichen Verarbeitungsbetrieben entwickelten. Größere Unternehmen waren u. a. die Töpferei von Győr und die Großtischlerei von Komárom, deren Techniken auch das Kleingewerbe befruchtete. Dazu kam die Bedeutung der nahen Donau und ihrer Transportfunktion, besonders für Győr. Nach Österreich wurde Getreide und Salz geschifft, auf dem Rückweg hingegen Eisen, Erze und Holz.